# Hyperolius xenorhinus
Espèce
Statut de conservation UICN

 DD  : Données insuffisantes
Hyperolius xenorhinus est une espèce d'amphibiens de la famille des Hyperoliidae.

## Répartition
Cette espèce est endémique de République démocratique du Congo. Elle se rencontre à environ 1 800 m d'altitude sur le mont Teye dans la chaîne du Ruwenzori dans le Nord-Kivu,.

## Publication originale
- Laurent, 1972 : Amphibiens. Exploration du Parc National des Virunga, Bruxelles, sér. 2, vol. 22, p. 1-125.